# Lover Come Back
Lover Come Back é um filme de comédia romântica dos Estados Unidos de 1961, realizado por Delbert Mann.

## Elenco
- Rock Hudson (Jerry Webster)
- Doris Day (Carol Templeton)
- Tony Randall (Peter "Pete" Ramsey)
- Edie Adams (Rebel Davis)
- Jack Oakie (J. Paxton Miller)
- Jack Kruschen (Dr. Linus Tyler)
- Ann B. Davis (Millie)
- Joe Flynn (Hadley)
- Howard St. John (John Brackett)
- Karen Norris (Kelly)
- Jack Albertson (Fred)
- Charles Watts (Charlie)

## Resumo
Jerry Webster e Carol Templeton são dois publicitários, mas de agências diferentes. Irritada pelos métodos de Jerry, que usa bebidas e mulheres para garantir contratos para a agência para a qual trabalha, Carol tenta que ele seja proibido de exercer a profissão e faz com que Jerry seja julgado pelo conselho de ética.
Assim, para evitar a sua expulsão da categoria, Jerry suborna Rebel Davis, a modelo que testemunharia contra ele. Ela acaba por dizer mil elogios para Jerry e indiretamente seduz os membros do conselho, mas para conseguir isto Jerry fez ela participar num comercial de televisão para um produto chamado VIP, que simplesmente não existe.
Pete Ramsey, o dono da agência que quase nunca ia à sua empresa por ser inseguro, não sabia desta cilada de Jerry e, tentando mostrar estar no comando nos negócios, ordenou que os comerciais de VIP fossem largamente difundidos.
Quando Jerry fica a saber disto e pede ajuda para Linus Tyler, um cientista, que fabrique VIP, não importando o que isto seja, pois todos querem VIP. Jerry então tenta tirar proveito desta situação para conquistar Carol.

## Prémios e nomeações
- Recebeu uma nomeação ao Óscar, na categoria de Melhor Argumento Original
- Ganhou dois Laurel de Ouro no Laurel Awards na categoria de:
  - Melhor Comédia
  - Melhor Desempenho Feminino em Comédia (Doris Day)